# Lajos Börzsönyi
Lajos Börzsönyi (ur. w 1916 w Pestszentlőrinc-Pestszentimre w Budapeszcie, zm. 30 kwietnia 1984) – węgierski strzelec, olimpijczyk, mistrz świata.
Börzsönyi wystartował na Letnich Igrzyskach Olimpijskich 1948 w dwóch konkurencjach. Uplasował się na siódmym miejscu w pistolecie szybkostrzelnym z 25 metrów, oraz na 13. miejscu w strzelaniu z pistoletu dowolnego z 50 metrów. Ponadto Börzsönyi został mistrzem świata w roku 1939. Na mistrzostwach w Lucernie zdobył złoty medal w drużynowym strzelaniu z pistoletu szybkostrzelnego z 25 metrów (drużyna węgierska zdobyła 269 punktów). 

## Wyniki olimpijskie
| Igrzyska | Konkurencja                   | Wynik                           | Miejsce | Źródło |
| -------- | ----------------------------- | ------------------------------- | ------- | ------ |
| IO 1948  | Pistolet szybkostrzelny, 25 m | 562 punkty (280-282)            | 7       | [ 2 ]  |
| IO 1948  | Pistolet dowolny, 50 m        | 525 punktów (89-85-87-90-89-95) | 13      | [ 3 ]  |